# Agapetus kirgisorum
Agapetus kirgisorum là một loài Trichoptera trong họ Glossosomatidae. Chúng phân bố ở miền Cổ bắc.